# Aulorhynchus flavidus
Aulorhynchus flavidus (Gill, 1861) è un pesce osseo marino, unica specie appartenente alla famiglia Aulorhynchidae.

## Descrizione
L'aspetto di questo pesce è abbastanza simile a quello dei pesci ago a causa del muso tubulare con bocca piccola alla sua estremità e delle piastre ossee sui fianchi. Le pinne dorsali sono due, la prima composta 24-27 da raggi spinosi molto brevi e non uniti da una membrana, la seconda breve, abbastanza alta e con 9-10 raggi molli, è situata oltre la metà del corpo. La pinna anale ha un raggio spinoso e 9 raggi molli, è simmetrica e opposta alla seconda dorsale. La pinna caudale è piccola e forcuta. Pinne pettorali a margine posteriore troncato, pinne ventrali con un raggio spiniforme e quattro molli. La colorazione è variabile da bruno chiaro a verde olivaceo a giallastro screziato sul dorso e biancastro nella regione ventrale. Nella regione tra la gola, l'opercolo branchiale e la pinna pettorale è presente una chiazza argentea mentre una striscia scura è presente tra il muso e l'occhio. I maschi durante la fregola hanno muso rosso vivo, fosforescente..
La taglia massima è sui 18 cm.

## Distribuzione e habitat
Endemico della parte nordorientale dell'Oceano Pacifico tra Sitka (Alaska) e la Baja California.
Frequenta habitat costieri vari come foreste di kelp, fondi sabbiosi e fondali di scogli fino a 30 metri di profondità. Di solito staziona in banchi presso la superficie. A volte si trova in mare aperto.

## Biologia

### Alimentazione
Planctofago, cattura larve di pesci e piccoli crostacei.

### Riproduzione
Costruisce un nido nel kelp che viene sorvegliato dal maschio.